# Carl Günther Ludovici
Carl Günther Ludovici (o Ludewig) (Leipzig, 7 de agosto de 1707-Ib., 5 de julio de 1778) fue un filósofo, lexicógrafo y economista alemán.
Editó una gran parte de la enciclopedia alemana más importante del siglo XVIII, obra llamada Grosses vollständiges Universal-Lexicon.
Tras las guerras napoleónicas, el erudito Ludovici parece haber caído en el olvido en el ámbito académico alemán, ya que no figura en la Allgemeine Deutsche Biographie ni en Der Grosse Brockhaus, siendo redescubierto recién en la segunda mitad del siglo XX.

## Vida
Ludovici nació el 7 de agosto de 1707 en Leipzig, y era hijo de Christian Ludovici (1697–1724), profesor de filosofía en la Universidad de Leipzig, teólogo y orientalista.
Su padre dejó la educación de Carl a cargo de tutores, cuando este tenía la edad de dos años. Más tarde Carl asistió a la Escuela Thomas, donde estudió con Paul Daniel Longolius. 
En 1724 comenzó sus estudios de filosofía y teología en la Universidad de Leipzig, donde obtuvo un título en 1728. En 1733, fue nombrado profesor de filosofía práctica en la universidad.
En 1739, Johann Heinrich Zedler nombró a Ludovici redactor de su Grosses Universal-Lexicon (en alemán: Gran Léxico Universal), y Ludovici trabajó hasta 1754 como jefe de redacción de los volúmenes 19-64 y de los suplementos de los volúmenes del 1 al 4 de esa obra, la enciclopedia alemana más importante del siglo XVIII. 
En 1761 Ludovici empezó a desempeñarse como profesor de lógica aristotélica. Desde 1765-1766 Ludovici fue rector de la Universidad de Leipzig y al mismo tiempo decano de la Facultad de Letras.
Ludovici fue miembro de la Academia Prusiana de las Ciencias y de la Sociedad de Ciencias Económicas de Leipzig, de artes liberales y de la lengua alemana. Fue también miembro del Colegio del principado College, director del calendario y archivista de la Universidad de Leipzig.

## Obras

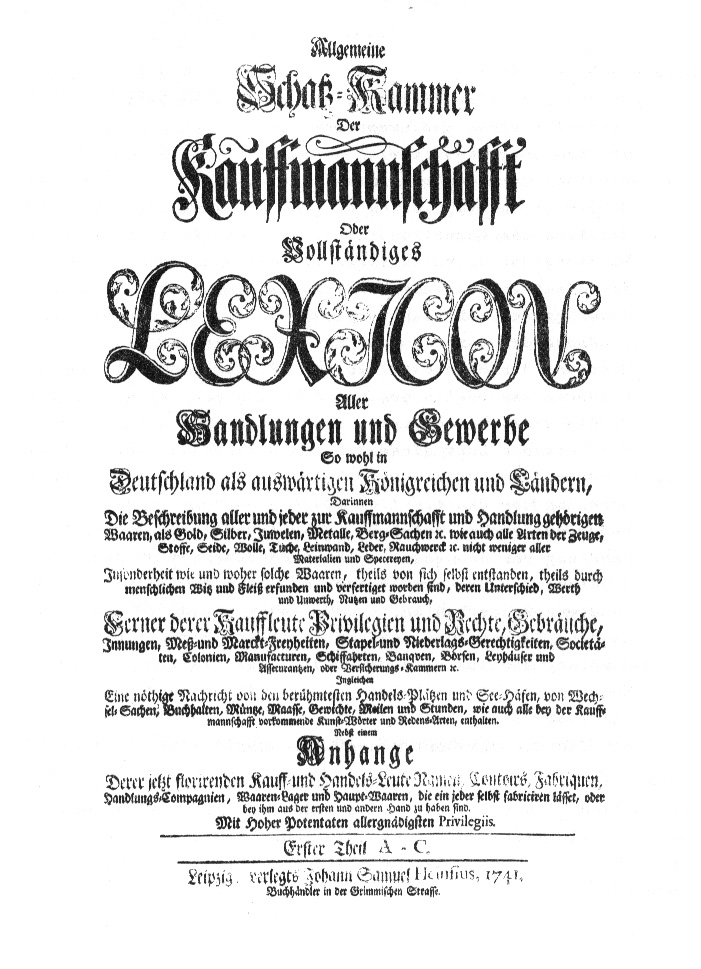
Tapa del primer volumen del General Treasure Chamber, léxico para comerciantes.

El principal trabajo de Ludovici como profesor fue la presentación e interpretación de las enseñanzas filosóficas de Christian Wolff y Gottfried Wilhelm Leibniz. Publicó dos extensos artículos que provocaron un acalorado debate en el mundo erudito. Recibió quejas de profesores en la Universidad de Halle, pero entabló una animada correspondencia con otros eruditos de su tiempo.[cita requerida]
Como redactor, Ludovici introdujo varias innovaciones en el Gran Léxico Universal y mejoró su calidad de modo significativo. Hizo más completas las biografías al final de cada artículo, creó artículos más largos e introdujo biografías de personajes contemporáneos.
Sus prefacios para los volúmenes 19, 21, 23 y para el primer volumen de los suplementos son importantes fuentes lexicográficas. 
El extenso artículo acerca de Christian Wolff y de la filosofía wolffiana son casi seguro obra suya.[cita requerida]
Mientras redactaba el Léxico Universal de Zedler, Ludovici realizó una traducción al idioma alemán del francés Dictionaire de commerce de Jacques Savary des Brûlons, que fue publicado con el nombre de General Treasure Chamber entre 1741-1743. 
De esta obra se desarrolló la Academia Abierta de Comerciantes, un léxico de comercio más completo cuyos cinco volúmenes fueron publicados por un socio de Zedler, Johann Samuel Heinsius, comenzando a aparecer en 1752 y siendo completado en 1756.
Este es el primer léxico completo de comercio en idioma alemán, con el último volumen que proporciona un plan sistemático de esta disciplina. 
El léxico fue usado en la práctica, como se ve por las ventas a firmas comerciales.